# Andréi Topchu
Andrei Vladimirovich Topchu (en ruso: Андрей Владимирович Топчу (n. 17 de abril de 1980 en Krasnodar) es un futbolista ruso. Actualmente juega para el FC Amkar Perm, equipo con el cual hizo su debut en la Liga Premier de Rusia en el 2004.

## Clubes
| Club               | País  | Año       |
| ------------------ | ----- | --------- |
| FC Krasnodar-2000  | Rusia | 2001      |
| FC Kuban Krasnodar | Rusia | 2002-2006 |
| FC Moscú           | Rusia | 2007      |
| FC Kuban Krasnodar | Rusia | 2007-2009 |
| FC Amkar Perm      | Rusia | 2010-     |